# 25544 Renerogers
25544 Renerogers è un asteroide della fascia principale. Scoperto nel 1999, presenta un'orbita caratterizzata da un semiasse maggiore pari a 2,2264441 UA e da un'eccentricità di 0,1192378, inclinata di 4,82937° rispetto all'eclittica.